# El solterón
El solterón es una película de Argentina en blanco y negro dirigida por Francisco Mugica según su propio guion escrito en colaboración con Carlos Alberto Olivari y Sixto Pondal Ríos que se estrenó el 29 de mayo de 1940 y que tuvo como protagonistas a Fanny Navarro y Enrique Serrano.

## Sinopsis
Un solterón mujeriego y aficionado a la vida nocturna se entera de que tiene un hijo cuando éste ya es mayor de edad y, para ganarse su afecto, decide reformarse. Las cosas se le complican cuando debe volver a las andadas pero, esta vez, para salvar a su familia de la ruina.

## Reparto
- Ana Arneodo ... Evangelina
- Alberto Bello ... Joaquín
- Tito Climent ... Petete
- Mary Dormal
- Juan Mangiante ... Florencio Vidal
- Liana Moabro
- Fanny Navarro ... Martha
- Enrique Serrano ... Tomás Méndez "Tomasito"
- Hilda Sour ... Gladys
- Renée Sutil
- Juan Carlos Thorry ... Ricardo Alonso

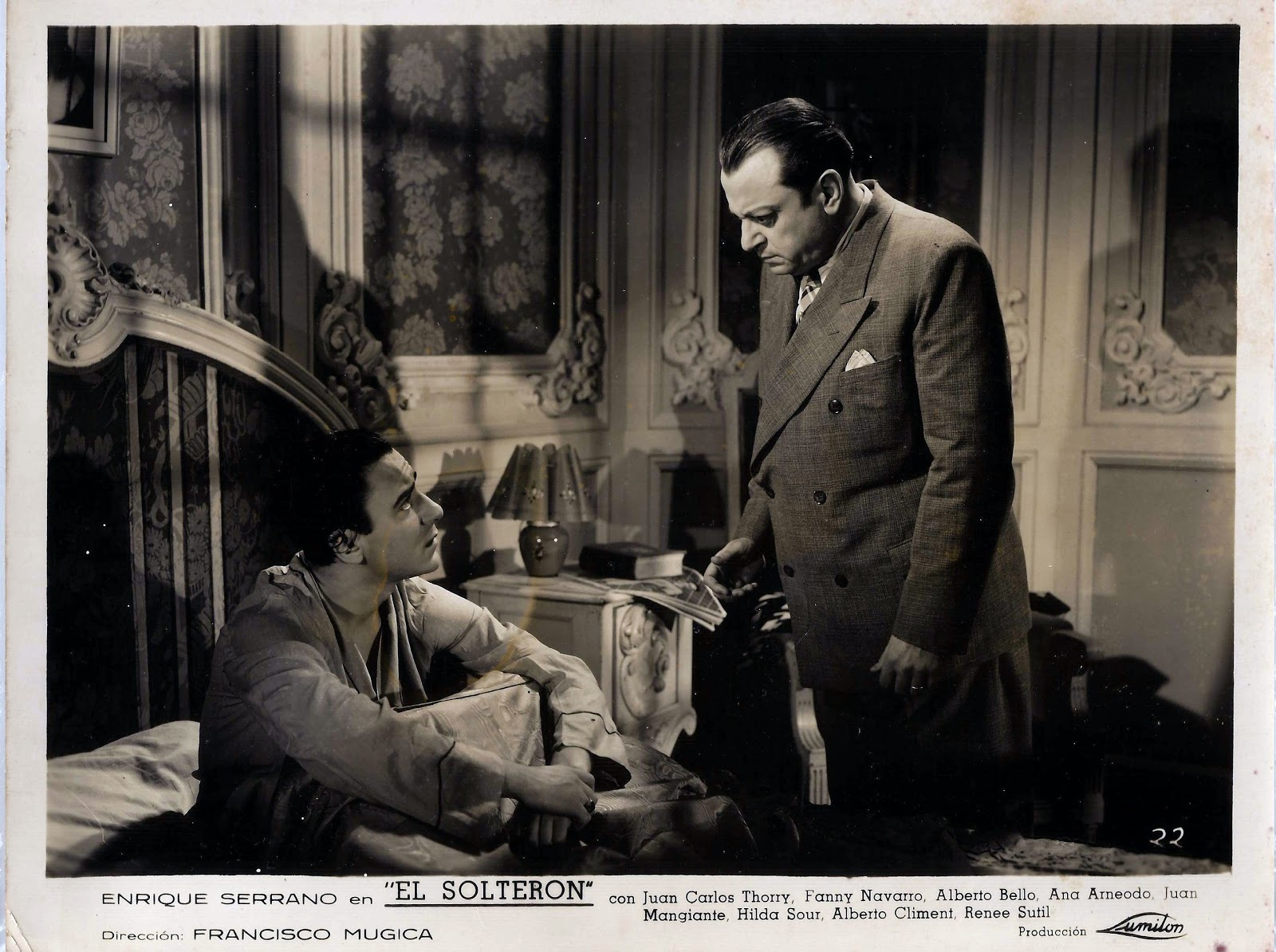

- Carlos Ginés ... Ferrari